# لیانوسی وانک
لیانوسی وانک (ارمنی: Լիանոսի վանք (Սուրբ Գյուտ վանք)) یک صومعه متعلق به کلیسای حواری ارمنی واقع در شهر نورسو، جمهوری خودمختار نخجوان در جمهوری آذربایجان می‌باشد. ساخت و ساز این ساختمان در ۱۲۵۱ میلادی به پایان رسید. این بنا به سبک معماری ارمنی طراحی شده‌است.